# 大日本帝国憲法第66条
大日本帝国憲法第66条（だいにほん/だいにっぽん ていこくけんぽう だい66じょう）は、第6章にある、皇室経費に関する規定である。

## 現代風の表記
皇室経費は、現在の定額により毎年国庫よりこれを支出し、将来増額を要する場合を除き、帝国議会の協賛を要しない。

## 参考資料
国立国会図書館 大日本帝国憲法